# Dystrophie musculaire oculopharyngée
La dystrophie musculaire oculopharyngée est une maladie génétique se manifestant par une dystrophie musculaire avec dysphagie avec après 45 ans un abaissement de la paupière supérieure ou ptosis et par des troubles de la déglutition. C'est une maladie génétique généralement à transmission autosomique dominante mais il en existe une forme plus rare à transmission autosomique récessive.
La survenue du ptosis (48 ans avec une fourchette 26-65 ans) débute un peu avant les troubles de la déglutition (51 ans avec une fourchette de 40-63 ans). Tous les individus atteints expriment la maladie à 70 ans. La symptomatologie s'aggrave avec le temps et le patient privilégie l'alimentation liquide pour se nourrir. Tandis que la maladie progresse d'autres signes apparaissent par ordre décroissant de fréquence : atrophie et faiblesse de la langue, faiblesse musculaire de l'extrémité des membres, dysphonie, impossibilité de lever le regard, faiblesse des muscles du visage, faiblesse musculaire des racines des membres. L'ophtalmoplégie externe est présente dans 75 % des cas ainsi qu'une fatigue des membres. Une rétinite pigmentaire est parfois associée.
Les cas les plus sévères représentent entre 5-10 % des cas. Chez ces individus, les premiers signes commencent avant 45 ans avec une faiblesse musculaire importante des muscles de la cuisse avant 60 ans entraînant le recours à la chaise roulante chez ces individus. L'espérance de vie n'est pas réduite.

## Transmission
La mutation à l'origine de cette pathologie est une répétition du triplet GCG situé sur le premier exon du gène PABPN1. Cette répétition est normalement inférieure à 6. Si cette répétition est égale à 7, la pathologie apparait et son mode de transmission est récessif. Si cette répétition est supérieure à 7, son mode de transmission est dominant.

## Histoire
La maladie a été identifiée en 1962 par le neurologue américain M. Victor.
D. L Schotland et L. P. Rowland mettent en évidence en 1964 une lignée importante descendant d'un même émigré en 1600,.

## Sources
1. 1 2 3  « Dictionnaire médical de l'Académie de Médecine », sur academie-medecine.fr (consulté le 1er avril 2024).
2. ↑  DOI 10.1001/archneur.1964.00460170003001

- (fr) Dystrophie musculaire oculo pharyngée AFM
- (en) Bernard Brais, Guy A Rouleau, Oculopharyngeal Muscular Dystrophy In GeneTests: Medical Genetics Information Resource (database online). Copyright, University of Washington, Seattle. 1993-2005